# Gustav Scheck
Gustav Scheck (* 22. Oktober 1901 in München; † 19. April 1984 in Freiburg im Breisgau) war ein deutscher Flötist und von 1946 bis 1964 Rektor der Musikhochschule Freiburg.

## Leben
Gustav Scheck studierte in Freiburg u. a. Flöte bei Richard Röhler und Musikwissenschaft bei Joseph Müller-Blattau, Wilibald Gurlitt und Hermann Erpf. 1924 wurde er Flötist im Städtischen Orchester Freiburg und wechselte dann zum Düsseldorfer Schauspielhaus. Weitere Stationen wurden Kiel, Bremen und 1928 der Rundfunk Königsberg unter Hermann Scherchen. 1929 kam er an die Hamburger Staatsoper. 1930 gründete er gemeinsam mit August Wenzinger den „Kammermusikkreis Scheck-Wenzinger“. Dieser leistete durch zahlreiche Konzerte sowie Aufnahmen für Rundfunk und Schallplatte wichtige Beiträge zur Wiederbelebung der Barockmusik. Im NS-Staat war Scheck trotz fehlenden Abstammungsnachweises Mitglied der Reichsmusikkammer und wurde 1944 in der Gottbegnadeten-Liste aufgeführt. Von 1934 bis 1945 lehrte Scheck an der Berliner Musikhochschule, ab 1942 als Professor.
Nach dem Zweiten Weltkrieg war er gemeinsam mit Wilibald Gurlitt Mitgründer der Hochschule für Musik Freiburg und von 1946 bis 1964 deren Rektor. Der international renommierte Solist Scheck wurde zum Lehrer zahlreicher Flötisten, darunter Hans-Martin Linde. Harald Genzmer, den Scheck nach Freiburg berufen hatte, schrieb für Scheck zwei Flötenkonzerte sowie zwei Flötensonaten. Scheck gewidmet sind beispielsweise auch die Sonate für Flöte und Klavier von Wolfgang Fortner, die 2. Flötensonate op. 38 von Kurt Hessenberg oder die Flötensonate op. 106 von Heinrich Kaspar Schmid (im März 1939 von Gustav Scheck mit dem Komponisten am Klavier in München uraufgeführt). Scheck nahm 1961 die erst 14-jährige spätere Dirigentin Hortense von Gelmini zum Studium an.
Gustav Schecks 1975 publiziertes Buch Die Flöte und ihre Musik ist bis heute eines der Standardwerke der Literatur über die Querflöte.
Sein Sohn Florian Scheck wurde Physikprofessor.